# Desmodora microchaetoides
Desmodora microchaetoides är en rundmaskart. Desmodora microchaetoides ingår i släktet Desmodora, och familjen Desmodoridae. Arten är reproducerande i Sverige.